# Йожен Дьолакроа
Фердинан Виктор Йожен Дьолакроа (на френски: Ferdinand Victor Eugène Delacroix) е френски художник, един от най-значителните представители на романтизма.

## Биография и творчество
Дьолакроа е роден в Сен Морис ан Шаланкон, Югоизточна Франция. Има предположения, че истинският му баща е политикът и дипломат Шарл Морис дьо Талейран, който е приятел на семейството и на когото той прилича по външност и характер.
Дьолакроа се обучава при Пиер Нарцис Герен в неокласическия стил на Жак-Луи Давид, но е силно повлиян от по-яркия и богат стил на фламандския художник Петер Паул Рубенс (1577 – 1640), както и на своя съвременник, французина Теодор Жерико, чиито работи поставят началото на романтизма в живописта.
Пътува до Великобритания (1825), Алжир (1831 – 32), Мароко, Испания, Белгия.
През 1822 г. представя картината „Данте и Вергилий“, която е пълна с емоционално напрежение и мрачни и трагични чувства.
Картината „Клане В Хиос“ изобразява страданието на гърците под османска власт. Тя е пропита с драматизъм, вътрешно напрежение и съчувствие към страдащия народ, като повечето му картини.
Платната му са вдъхновени предимно от исторически и литературни сюжети (от произведенията на Уилям Шекспир, Йохан Волфганг фон Гьоте, Джордж Гордън Байрон, Уолтър Скот).
През 1830 г. под влияние на Юлската революция във Франция, Дьолакроа рисува прочутата картина „Свободата води народа“ („Свобода на барикадите“). Тя изобразява алегоричната фигура на свободата сред реалните участници във въстанието.
След пътуванията си до Алжир и Мароко, Дьолакроа рисува поредица от картини, белязани с екзотичен и романтичен блясък, с чувство за национална идентичност, морал и символи („Алжирски жени“, 1833 – 34, „Еврейска сватба в Мароко“, 1839).
Делакроа прави и портрети („Ф. Шопен“, 1838, Лувър) и многобройни произведения в областта стенописа (Bourbon дворец в Париж, 1833 – 1847).
Живописната система на Дьолакроа представлява нова стъпка в развитието на френската живопис. Художникът използва цветът като емоционален израз. Той е един от първите които използват: принцип за разлагане на цветовете, система от допълнителни тонове, цветни сенки и отражения. Той оказва силно влияние върху художниците импресионисти и постимпресионисти, както и върху стила на модерното изкуство на ХХ в.

## Галерия
- Осиротяло момиче в гробището, 1823
- Млад тигър, играещ с майка си, 1830
- Портрет на д-р Франсоа-Мари Демезон, 1832–33
- Фредерик Шопен, 1838
- Жорж Санд, 1838
- Колумб и синът му в Ла Рабида, 1838
- Еврейска сватба в Мароко, c.1839
- Хамлет с Хорацио (сцената с гробокопачите), 1839
- Христос в Галилейско море, 1841
- Сблъсъка на конника мавър, 1844
- Последните думи на император Марк Аврелий, 1844
- Дездемона, прокълната от баща си, c.1850–54
- Мароканец оседлава коня си, 1855
- Конник, нападнат от ягуар, 1855
- Смъртта на Дездемона, 1858
- Арабски коне, биещи се в яхъра, 1860
- Корабокрушение в брега, 1862
- Овидий сред скитите, 1862